# انجمن خدمات کتابخانه نوجوانان
انجمن خدمات کتابخانه نوجوانان (اختصاری یالسا) (انگلیسی: Young Adult Library Services Association) (اختصاری YALSA)؛ که در سال ۱۹۵۷ تأسیس شده، یکی از بخش‌های انجمن کتابخانه آمریکا (اختصاری ALA) است. یالسا یک انجمن ملی متشکل از کتابداران، کارکنان کتابخانه‌ها و حامیانی است که مأموریت آن گسترش ظرفیت کتابخانه‌ها برای ارائه خدمات بهتر به نوجوانان است.
این انجمن چندین جایزه را مدیریت می‌کند و برگزارکننده رویدادهای سالانه‌ای همچون سمپوزیوم ادبیات نوجوانان، هفته مطالعه نوجوانان (در سومین هفته اکتبر) و هفته فناوری نوجوانان (در دومین هفته مارس) است.
در حال حاضر، یالسا بیش از ۵۲۰۰ عضو دارد و هدف آن تقویت و گسترش خدمات کتابخانه‌ای برای نوجوانان از طریق حمایت‌گری، پژوهش، توسعه حرفه‌ای و برگزاری رویدادها است.

## جایزه‌ها
- جوایز الکس[۳] این جوایز سالانه به ده کتاب نوشته‌شده برای بزرگسالان که جذابیت ویژه‌ای برای نوجوانان دارند، اهدا می‌شود.[۴] جوایز الکس برای اولین بار در سال ۱۹۹۸ اهدا شد.
- جایزه ادواردز[۳][۵] جایزه ادواردز برای اولین بار در سال ۱۹۸۸ اهدا شد.[۶]
- جایزه موریس[۷] جایزه موریس برای اولین بار در سال ۲۰۰۹ اهدا شد.[۸]
- جایزه اودیسه[۹] جایزه اودیسه برای اولین بار در سال ۲۰۰۸ اهدا شد.[۱۰]
- جایزه پرینتز[۱۱] جایزه پرینتز برای اولین بار در سال ۲۰۰۰ اهدا شد.[۱۲]
- جایزه یالسا برای برتری در ادبیات غیرداستانی برای نوجوانان جایزه‌ای برای نوجوانان (سنین ۱۲ تا ۱۸ سال) که به بهترین کتاب غیرداستانی منتشرشده برای این گروه سنی در سال انتشار پیشین اهدا می‌شود. این جایزه برای اولین بار در سال ۲۰۱۰ اهدا شد.[۱۳]